# Friedrich Moritz Brauer

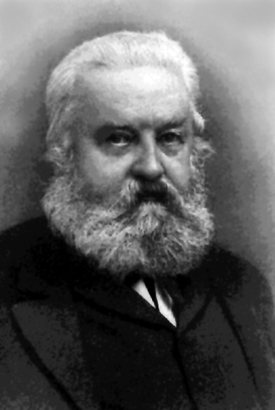
Friedrich Moritz Brauer

Friedrich Moritz Brauer (* 12. Mai 1832 in Wien; † 29. Dezember 1904 in Wien) war ein österreichischer Mediziner und Entomologe.
Er gehörte zu den Gründern des renommierten zoologisch-botanischen Vereins zu Wien im Jahre 1851. Ab 1876 war er als Kustos für Zweiflügler (Diptera) und Netzflügler (Neuroptera, einschließlich der damals noch zu dieser Gruppe gerechneten Libellen oder Odonata) an der entomologischen Sammlung im Naturhistorischen Museum in Wien tätig, dessen Direktor er auch ab 1898 bis zu seinem Tode war. Ab 1884 war er ordentlicher Professor der Universität Wien. Zwischen 1850 und 1901 verfasste er 189 Publikationen, vor allem über Neuroptera (zum Beispiel die „Neuroptera austriaca“ 1857), Mecoptera (Schnabelfliegen), Diptera sowie die Phylogenie und Systematik von Insekten. Er wurde am Wiener Zentralfriedhof bestattet. Das Grab ist bereits aufgelassen.

## Schriften
- Dritter Bericht über die, auf der Weltfahrt der kais. Fregatte Novara, gesammelten Libellulinen.